# Реакція Вассермана
Реакція Вассермана (англ. Wassermann test / Wassermann reaction, скорочено РВ, англ. RW) — серологічна реакція, призначена для діагностики сифілісу. Базується на реакції зв'язування комплементу. У більшості країн реакція Вассермана замінена на комплекс точніших серологічних тестів як то FTA-ABS (Fluorescent treponemal antibody absorption test).

## Етимологія
Названа на честь її першовідкривача і розробника Августа фон Вассермана. Він описав реакцію 1906 року, через рік після того, як Фріц Шаудін та Еріх Гофман виявили збудник сифілісу. Це модифікація загальної реакції фіксації комплементу, яку розробили Жуль Борде та Октав Жангу у 1901 році. З тих пір до цієї реакції було внесено багато модифікацій, зокрема Каном, Колмером, Заксом тощо, але загальні принципи, застосовані Вассерманом, збереглися. Тому термін «реакція Вассермана» застосовується майже до будь-якого серологічного тесту на сифіліс.

## Сутність реакції
До проби крові або спинномозкової рідини додається антиген — кардіоліпін, який отримують зі скелетних м'язів або серця великої рогатої худоби. Визначається якісно в плюсах («+») реакції від одного плюса («+») — найменша аглютинація, до чотирьох плюсів «++++» — найбільша аглютинація.
Трепонематозний антиген, що використовувався для реакції фіксації комплементу, складався з культури трепонем, суспендованих у 0,3 % сольовому розчині карболу. Були використані такі штами спірохет: S. pallidum Reiter 36, Kroo, Kasan II та Noguchi, а також штам ротових спірохет. Трепонеми вирощували під парафіновим ущільненням у модифікованому середовищі Кро, що складається з 10 % відвару сироватки овець (рН 7,8), містить шматочки їхньої вареної печінки. Для приготування антигену прозора надосадкову рідину повністю вирощених, як правило, 3-4-денних культур, сифонували у великі склянки для центрифуг і центрифугували впродовж 1-2 годин, приблизно на 2500 обертів / хв. Осад тричі промивали стерильною дистильованою водою, а потім суспендували в 0,3 % сольовому розчині карболу. Якщо отриманий розчин не був повністю вільним від зважених частинок, їх видаляли центрифугуванням на низькій швидкості. Для реакції фіксації комплементу з трепонемним антигеном комплемент стандартизували за наявності дози антигену, використаної у власному тесті. Його титр, як правило, був лише трохи нижчим від титру, виявленого в оцінці без антигену, який використовувався для реакції Вассермана. У ній власне 1 об'єм інактивованої сироватки, 5 об. антигену і 5 об. комплементу інкубували впродовж півгодини на водяній бані при 370 ° С, а потім додавали 5 об. сенсибілізованих овечих клітин. Оскільки антиген розбавляли 0 3 % сольовим розчином карболу, сироватковий контроль також проводили за допомогою сольового розчину карболу. Повний гемоліз, який спостерігається в контролі сироватки крові, та відсутність реакції з сифілітичними сироватками карбованих антигенів, приготованих з організмів, відмінних від S. pallidum, доводять, що фенол сам не здатний діяти як антиген у таких концентраціях на результат цієї реакції.
Дослідження показали, що деякі з існуючих штамів S. pallidum (як то Кру чи Рейтер) відрізнялися своєю антигенною структурою, що виявлялося в тестах аглютинації і фіксації комплементу.
Реакція неефективна для виявлення первинного сифілісу, оскільки на цьому етапі організм не створює достатньо антитіл. Реакція не є специфічною тільки для сифілісу і дає хибно позитивні результати при інших хворобах, як то системний червоний вовчак, малярія та туберкульоз.
При сифілісі можливий і негативний результат реакції. Кілька негативних результатів реакцій Вассермана впродовж кількох років після лікування сифілісу свідчать про те, що хворобу виліковано.

## Технологічне забезпечення проведення реакції
- Термостат з температурою 37 °C.
- Холодильник з температурою 4 °C.
- Інактиватор (водяна або сухоповітряна лазня) з температурою 56 °C.
- Центрифуга.
- Пробірки розміром 14×60 мм, 15×100 мм, 15×150 мм.
- Піпетки градуйовані 1, 2 мл з рисками на 0,01 мл.
- Піпетки градуйовані 5, 10 мл з рисками на 0,1 мл.
- Циліндри мірні місткістю 100, 250, 500, 1000 мл з рисками на 5 мл.
- Склянки хімічні, ємністю 100, 250, 500 мл.

Кров для проведення реакції беруть натщесерце або не раніше 6 годин після прийому їжі. Не можна брати кров у хворих з підвищеною температурою тіла, не раніше 24 годин від вживання спиртних напоїв не раніше 24 годин, у тих, хто переніс недавно інфекційне захворювання, у жінок під час менструації, вагітних в останні 10 днів вагітності, породіль у перші 10 днів після пологів, новонароджених у перші 10 днів життя.
Кров з вени в кількості 7—10 мл беруть у суху чисту пробірку або у вакутайнер. У грудних дітей після 10 днів життя кров беруть з надрізу п'ятки вузьким скальпелем. Кров має бути доставлена не пізніше 48 годин з моменту отримання за умови зберігання в холодильниках при 4 °C. Доставлену в лабораторію кров в день її взяття поміщають до термостату при 37 °C на 15-30 хвилин. Згусток, що утворився, відокремлюють скляною паличкою від стінок пробірки і центрифугують 15 хвилин при швидкості 1000 об / хв. Над згустком утворюється прозора сироватка крові, яка за допомогою піпеток з гумовим балоном без захоплення еритроцитів переноситься у другу пробірку. За наявності все ж таки в сироватці домішок еритроцитів її центрифугують і відділяють від них. Жовтяничні, хільозні, різко гемолізовані та пророслі мікроорганізмовими колоніями сироватки крові для дослідження не придатні.
Реакція Вассермана починаючи з другої половини XX століття ставилася з двома антигенами: трепонемним і Його випускають ліофільно висушеним у флаконах по 5 і 10 мл. Зберігають у холодильнику при 4 °C. Термін придатності вказано на етикетці. Антиген розчиняють і розводять фізіологічним розчином натрію хлориду відповідно об'єму і титру, вказаному на етикетці флакона.
Кардіоліпіновий антиген являє собою очищений від баластних домішок спиртовий екстракт ліпідів з м'язів бичачого серця. Активність антигену обумовлюється присутністю 3-х компонентів — фосфоліпіду, лецитину і холестерину. Зберігається в ампулах при низькій температурі. Перед використанням антиген з ампули переноситься в суху чисту пробірку, яку щільно закривають корковою чи притертою скляною пробкою. У разі випадання кристалів холестерину антиген слід прогріти на водяній бані при 56 °C або в термостаті при 37 °C до повного розчинення кристалів. Для проведення реакції антиген розводять відповідно титру, вказаному на етикетці ампули. Розведений антиген повинен бути злегка опалесціюючим, але не каламутним. Подвійні дози антигенів не повинні демонструвати гемотоксічність (гемоліз у відсутності комплементу), що встановлюється відповідним контролем антигену при титруванні комплементу. Гемолізин — це сироватка крові кролика чи осла, імунізованих еритроцитами барана. Титр гемолітичної сироватки не має бути нижчим 1:1200. Визначення титру проводять так: готують основне розведення 1: 100 (0,1 мл гемолітичної сироватки на 9,9 мл фізіологічного розчину), з якого роблять ряд відповідних розведень.
Згодом у ряд інших пробірок відміряють по 0,5 мл раніше приготовлених розведених гемолітичних сироваток, починаючи з 1:1000, додають по 1 мл ізотонічного розчину хлориду натрію і 0,5 мл комплементу в розведенні 1: 10, а також 0,5 мл 3 % суспензії еритроцитів барана. Пробірки поміщають у термостат при температурі 37 °C на 1 годину, періодично струшуючи їх 2-3 рази.
Титром гемолітичної сироватки вважається найвище її розведення, що дає повне розчинення 0,5 мл 3 % суспензії еритроцитів барана в присутності комплементу. Баран має бути віком 1-5 років. Кров у нього беруть шляхом пункції яремної вени не частіше 1 разу на 10 днів, в кількості не більше 200 мл у суху стерильну банку зі скляними намистинами, яку струшують протягом 5-10 хвилин. Згодом кров фільтрують через подвійний шар марлі та відокремлюють згустки ниток фібрину, що утворилися. У той момент, коли робиться реакція, еритроцити барана 3-5 разів відмиваються фізіологічним розчином шляхом центрифугування, що здійснюють упродовж 10 хвилин при 1,5 тисячах обертів / хвилину. Останню безбарвну порцію промивної рідини зливають, а осад знову центрифугують для того, щоб його ущільнити. Надосадову рідину знову видаляють, а з щільного осаду готують 3 % суспензію еритроцитів барана у 0,9 % розчині натрію хлориду. Відмиті еритроцити в наступні дні в роботі не використовують. За наявності гемолізу еритроцити барана до вживання непридатні. Дефібринована кров зберігається у широкогорлій посудині, накритій стерильно серветкою впродовж 5-7 днів у холодильнику при 4 °C. Перед постановкою реакції при використанні такої крові еритроцити необхідно відмивати фізіологічним розчином.
Як комплемент застосовують суміш сироватки крові, отриманої через пункцію серця у 5-10 здорових морських свинок. Кров для кращого згортання поміщають до термостату при 37 °C упродовж 30 хвилин. Після утворення згустку його відділяють від стінок пробірки, яку поміщають до холодильнику при 4 °C до наступного дня. Отриману прозору сироватку крові зливають і використовують як комплемент. Активність цього комплементу при зберіганні в холодильнику при 4 °C триває впродовж 1-2 діб. При консервуванні сухою борною кислотою і сірчанокислим натрієм комплемент може зберігатися в холодильнику при 4 °C 1-2 місяці. Може бути використаний ліофільно висушений комплемент, що випускається в ампулах по 1 мл. Розчинення сухого комплементу здійснюють у день постановки реакції додаючи 1 мл ізотонічного розчину натрію хлориду легко струшуючи. Необхідну для постановки реакції кількість комплементу утворюють змішуванням вмісту кількох ампул однієї серії. Безпосередньо перед постановкою реакції Вассермана проводиться титрування комплементу в присутності всіх інгредієнтів, що беруть участь. Його титрують обов'язково в чистому вигляді (без антигенів), тобто в присутності тільки гемолітичної системи і також з кожним антигеном, що входять у дослідження. Титрування комплементу проводять також у присутності інактивованої негативної сироватки крові людини. При титруванні інгредієнти розводять наступним чином:
- Розводять гемолітичну сироватку по потроєному титру у фізіологічному розчині.
- З щільного осаду еритроцитів виготовляють 3 % суспензію у фізіологічному розчині.
- Розливають 3 % суспензію еритроцитів барана та ізотонічний розчин у 5 контрольних пробірок, розведену по потроєному титру гемолітичну сироватку в другій контроль.
- Виготовляють гемолітичну систему, при цьому розчин гемолітичної сироватки, розведеної по потроєному титру, приливають до рівного об'єму 3 % суспензії еритроцитів барана і швидко все змішують шляхом переливання з однієї колби в іншу. Отриману суміш поміщають у термостат при 37 °C на 30 хвилин для сенсибілізації еритроцитів.
- Розводять антигени фізіологічним розчином за вказівками на етикетці титру.
- Розводять негативну інактивовану сироватку крові людини в співвідношенні 1:5.
- Розводять комплемент 1:10.

Титрування комплементу проводять у 30 пробірках, поставлених по 10 штук в три ряди. Два ряди пробірок для титрування комплементу в присутності двох антигенів і третій ряд — для титрування комплементу без антигенів. П'ять контрольних пробірок: дві — для контролю антигенів і по одній — для контролю комплементу, гемолітичної сироватки та фізіологічного розчину на гемотоксічность — заповнюють до об'єднання розчину гемолітичної сироватки та суспензії еритроцитів барана. Комплемент, розведений 1:10, розливають у 10 пробірок першого ряду у пропорції 0,1; 0,16; 0,2; 0,24; 0,3; 0,36; 0,4; 0,44; 0,5; 0,55 мл. Загальний обсяг вмісту пробірок доводять до 1 мл відповідними об'ємами фізіологічного розчину. Отриману в кожній пробірці суміш ретельно перемішують і переливають по 0,25 мл у відповідно два ряди пробірок, що стоять позаду, і 0,25 мл виливають. Потім в усі 30 пробірок розливають по 0,25 мл інактивованої негативної сироватки крові людини, розведеної фізіологічним розчином 1:5. Далі в 10 пробірок першого ряду доливають по 0,25 мл розведеного по титру трепонемний антиген. Розведений по титру кардіоліпіновий антиген доливають по 0,25 мл у 10 пробірок другого ряду. Фізіологічний розчин доливають по 0,25 мл у 10 пробірок третього ряду. Штатив із пробірками струшують і додають по 0,5 мл гемолітичної системи в третій ряд пробірок без антигенів. Штатив знову струшують і поміщають на 45 хвилин у термостат при 37 °C. Після інкубації в термостаті в 20 пробірок першого і другого рядів додають по 0,5 мл гемолітичної системи. Вміст пробірок знову струшують і поміщають у термостат при 37 °C на 45 хвилин. Після спливання цього терміну визначають робочу дозу комплементу, яка встановлюється в такий спосіб: в основу беруть титр комплементу без антигенів, потім титр комплементу в присутності антигенів, до якого роблять надбавку в межах 15-30 % (в середньому 20 %) в залежності від ступеня гемолізу в пробірках з меншою кількістю комплементу. Титром комплементу є найменша його кількість, що призводить до повного гемолізу еритроцитів барана в присутності антигену і негативної сироватки крові людини. Для кожного робочого дня виготовлюється необхідний обсяг комплементу, розведеного виходячи з розрахунку 0,75 мл комплементу на кожну випробувану сироватку крові за умови проведення реакції Вассермана з двома антигенами.

## Дослідження сироватки крові
У день постановки дослідження проводять підготовчу роботу: зливання досліджуваних сироваток крові з згустку, їх інактивація, відмивання еритроцитів барана від плазми крові, приготування фізіологічного розчину. Розводять інгредієнти: гемолітичну сироватку, еритроцити барана, антигени за титром. Визначають робочу дозу комплементу титруванням без антигенів і в присутності антигенів. Дослідження кожної сироватки крові проводять у трьох пробірках з двома антигенами. Кожну випробувану інактивовану сироватку крові, розведену 1 до 5 фізіологічним розчином, розливають по 0,25 мл у три пробірки, з яких третя є контрольною. У першу пробірку додають 0,25 мл трепонемного антигену, в другу — 0,25 мл кардіоліпінового антигену, розведених по титру. У третю (контрольну) — 0,25 мл фізіологічного розчину. Комплемент, розведений по робочій дозі, додають по 0,25 мл в усі досліджувані та контрольні пробірки. Попереднє змішування антигену і комплементу не рекомендується. Після первинної 45-хвилинної інкубації в термостаті при 37 °C додають в усі пробірки по 0,5 мл гемолітичної системи. Легким струшуванням перемішують вміст пробірок і поміщають їх у термостат при 37 °C на 45-50 хвилин до настання повного гемолізу в контрольній пробірці. Реєструють результат реакції за наявністю або відсутністю гемолізу в досліджуваних пробірках.

## Оцінювання результатів

### Якісна реакція
Для позначення ступенів позитивності реакції Вассермана використовують систему чотирьох плюсів:
- повна затримка гемолізу — 4+ (++++), різко позитивна реакція;
- значна затримка гемолізу — 3+ (+++), позитивна реакція;
- часткова затримка гемолізу — 2+ (++) слабкопозитивна реакція;
- незначна затримка гемолізу — 1+ (+);
- сумнівна реакція — +/-.

Негативний результат реакції означає повний гемоліз у всіх пробірках дослідження.
Результати вносять до книги протоколів лабораторії. Їх слід давати по кожному антигену окремо.
У разі розбіжності результатів між антигенами необхідно повторне дослідження нової порції сироватки крові. Воно також необхідне також за наявності затримки гемолізу в контролі сироватки крові (третя пробірка, що не містить антигену).
Правильність проведення дослідження оцінюють на підставі наступних результатів:
1. контролю досліджуваної сироватки крові — третій ряд пробірок (негативний);
2. контролю зі свідомо негативною сироваткою крові (негативний);
3. контролю зі свідомо позитивною (3+ або 4+) і слабкопозитивною (2+) сироватками крові.

Як контрольні використовуються ліофілізовані сироватки крові. Сироватки крові позитивні та слабкопозитивні отримують з крові кроликів, заражених патогенними блідими трепонемами (штам Нікольса), негативні — з крові здорових кроликів.
Сухі сироватки крові випускають в ампулах по 1 мл. У день постановки реакції сироватку крові розчиняють додаванням фізіологічного розчину для відновлення обсягу до висушування.
Після повного розчинення сироватки крові інактивують при 56 °C упродовж 30 хвилин. Позитивні і слабопозитивні сироватки крові мають давати затримку гемолізу на 4+ і 2+ відповідно при розведенні 1 до 5 за якісною методикою постановки реакції Вассермана з кардіоліпіновим і трепонемним антигенами.
Якщо робоча доза комплементу обрана неправильно (надлишок комплементу), то зі слабопозитивною сироваткою крові буде отримано негативний результат реакції. При нестачі комплементу спостерігається затримка гемолізу з контрольною негативною сироваткою крові й в контролі досліджуваних сироваток крові у 3-му ряді пробірок.
Можливі помилки через:
- порушення умов і методики виконання реакції;
- недотримання умов і терміну зберігання сироватки крові, що досліджується, антигенів, комплементу, еритроцитів барана;
- зміна процентного вмісту натрію хлориду;
- невірно обрана робоча доза комплементу (надлишок або нестача його в досліді);
- виняток з постановки реакції контрольних позитивних і слабопозитивних сироваток крові;
- використання при постановці реакції забруднених пробірок, піпеток, хімічних склянок, мірних циліндрів.

### Кількісна реакція
Визначення титру реагинов і протитрепонемних антитіл у позитивних сироватках крові проводиться шляхом дослідження в реакції зв'язування комплементу зменшення обсягів сироватки крові, розведеної фізіологічним розчином. Кількісний метод постановки реакції Вассермана проводять з позитивними сироватками крові, що дали 4+ з кардіоліпіновим або трепонемним антигенами.
Сироватки крові повторно інактивують 15 хвилин при 56 °C в термостаті.
Помилки йдуть від тих же причин, як й при оцінці якісної реакції.

### Методика постановки реакції Вассермана зі спинномозковою рідиною
У спинномозковій рідині хворого на сифіліс можуть перебувати протитрепонемні антитіла і реагіни, що здатні вступити в реакцію зв'язування комплементу з відповідними антигенами.
Реакцію ставлять із непрогрітою спинномозковою рідиною, через відсутність у ній комплементу. Каламутну або з домішкою крові рідину центрифугують і забирають надосадову рідину.
Спинномозкову рідину паралельно досліджують у трьох модифікаціях:
1. нерозведена;
2. розведена фізіологічним розчином 1:2;
3. розведена цим же розчином 1:5.

Реакцію проводять з двома антигенами паралельно — трепонемним і кардіоліпіновим.
Зважаючи на відсутність антикомплементарних властивостей спинномозкової рідини під час її дослідження комплемент до реакції вводять за титром (перша розчиняюча доза без звичайної надбавки). Для підвищення чутливості реакції зв'язування комплементу зі спинномозковою рідиною рекомендується застосовувати холодову модифікацію. Результати реакції враховують окремо для кожного антигену і розведення спинномозкової рідини. Для позначення позитивності реакції Вассермана зі спинномозковою рідиною користуються так само системою чотирьох плюсів.

### Якісна методика постановки реакції Вассермана на холоді
Використання різних модифікацій постановки серологічних реакцій на сифіліс визначається метою дослідження. Постановка РЗК на холоді підвищує чутливість цієї реакції. Особливістю цієї методики є трьохфазність температурних режимів, при яких йде зв'язування комплементу. При виборі робочої дози комплементу її обчислюють з 50 % надбавкою до робочої дозі, отриманої при титруванні комплементу для якісної реакції Вассермана. Кожну випробувану інактивовану сироватку крові, розведену 1:5 фізіологічним розчином, досліджують у 3-х пробірках, попередньо вмістивши в кожну з них по 0,25 мл. У першу пробірку додають 0,25 мл трепонемного антигену, розведеного по титру. У другу — 0,25 мл кардіоліпінового антигену, розведеного по титру. У третю (контрольну) — 0,25 мл фізіологічного розчину. Після струшування усі пробірки залишають при кімнатній температурі на 10 хвилин, що є сутністю першої фази реакції. Потім додають комплемент по 0,25 мл, розведений з 50 % надбавкою до робочої дози в усі досліджувані та контрольні пробірки. Після струшування усі пробірки розміщують у холодильнику при 4 °C на 15-18 годин, що є сутністю другої фази реакції. В аналогічних умовах витримується гемолітична система. Наступного дня вміст пробірок і гемолітичну систему витримують при кімнатній температурі 15 хвилин з подальшою інкубацією в термостаті при 37 °C 15 хвилин, після чого в усі пробірки додають по 0,5 мл гемолітичної системи. Після струшування пробірки поміщають у термостат при 37 °C на 45-60 хвилин до настання повного гемолізу в контрольній пробірці досліджуваної сироватки крові, що складає сутність третьої фази реакції.

## Інші реакції для виявлення сифілісу
Для уточнення окрім реакції Вассермана використовуються: 
- реакція Кана,
- реакція іммобілізації блідих трепонем (РІБТ),
- меланжерна методика РІБТ,
- методика постановки РІФ—АБС.

Реагіни, що знаходяться в сироватці крові хворих на сифіліс, вступають у з'єднання з ліпідним антигеном (антиген Кана). Утворений комплекс антиген-антитіло випадає в осад у вигляді макрофлокулята.
Реакція іммобілізації блідих трепонем заснована на феномені втрати ними рухливості в присутності іммобілізуючих протитрепонемних антитіл досліджуваної сироватки крові та комплементу в умовах анаеробіозу.
Меланжерна методика РІБТ дозволяє обходитися без вакуумного насоса, балона з сумішшю азоту і вуглекислого газу, мікроанаеростата.
Принцип методу РІФ-АВС полягає в з'єднанні специфічного комплексу антиген-антитіло з імунною антивидовою сироваткою, міченої флюорохромом, і виявлення його за допомогою люмінесцентного мікроскопа.